# モダン・ライブラリーが選ぶ最高の小説100

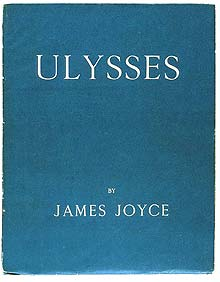
ユリシーズ（ジェイムズ・ジョイス）

モダン・ライブラリーが選ぶ最高の小説100（モダンライブラリーがえらぶさいこうのしょうせつひゃく、Modern Library's 100 Best Novels）は、モダン・ライブラリーを所有するランダムハウスが出版した小説400冊のうち、20世紀に英語で出版された小説の中から、1998年にモダン・ライブラリーが選んだ100冊の小説の一覧である。この一覧の目的は、モダン・ライブラリーに対する注目を集め、本の販売を促進することだった。同年、モダン・ライブラリーのノンフィクションから100冊を選んだ一覧も発表された。

## 一覧
1998年初頭、モダン・ライブラリーは編集委員会に、この一覧の選出についての意見を求めた。編集委員会はダニエル・J・ブーアスティン、A・S・バイアット、クリストファー・サーフ、シェルビー・フット、ヴァルタン・グレゴリアン、エドモンド・モリス、ジョン・リチャードソン、アーサー・シュレジンジャー、ウィリアム・スタイロン、ゴア・ヴィダルで構成されていた。グレゴリアン以外全員、ランダムハウスやその関連会社から本を出版している。
1位はジェイムズ・ジョイスの『ユリシーズ』で、F・スコット・フィッツジェラルドの『グレート・ギャツビー』、ジョイスの『若き芸術家の肖像』がそれに続く。一覧の中で最も新しいのは、1983年に出版されたウィリアム・ケネディの『アイアンウィード』（映画『黄昏に燃えて』の原作）、最も古いのはサミュエル・バトラーの『万人の道』である。『万人の道』が執筆されたのは1873年から1884年の間だが、出版されたのは1902年だった。ジョセフ・コンラッドの『闇の奥』は、最初に発表されたのは1899年であるが、出版されたのは1902年であり、選出の対象となった。コンラッドの作品は『闇の奥』を含めて4冊選出されており、これはこの一覧の中で最多である。ウィリアム・フォークナー、E・M・フォースター、ヘンリー・ジェイムズ、ジェイムズ・ジョイス、D・H・ローレンス、イーヴリン・ウォーの作品は3冊選出され、2冊選出された作家は10人である。

## リスト
以下に100位までの作品を示す。
| 順位 | 年         | タイトル                           | 著者                                 |
| ---- | ---------- | ---------------------------------- | ------------------------------------ |
| 1    | 1922       | ユリシーズ                         | ジェイムズ・ジョイス                 |
| 2    | 1925       | グレート・ギャツビー               | F・スコット・フィッツジェラルド      |
| 3    | 1916       | 若き芸術家の肖像                   | ジェイムズ・ジョイス                 |
| 4    | 1955       | ロリータ                           | ウラジーミル・ナボコフ               |
| 5    | 1932       | すばらしい新世界                   | オルダス・ハクスリー                 |
| 6    | 1929       | 響きと怒り                         | ウィリアム・フォークナー             |
| 7    | 1961       | キャッチ=22                        | ジョセフ・ヘラー                     |
| 8    | 1940       | 真昼の暗黒                         | アーサー・ケストラー                 |
| 9    | 1913       | 息子と恋人                         | デーヴィッド・ハーバート・ローレンス |
| 10   | 1939       | 怒りの葡萄                         | ジョン・スタインベック               |
| 11   | 1947       | 火山の下                           | マルカム・ラウリー                   |
| 12   | 1903       | 肉なるものの道                     | サミュエル・バトラー                 |
| 13   | 1949       | 1984年                             | ジョージ・オーウェル                 |
| 14   | 1934       | この私、クラウディウス             | ロバート・グレーヴス                 |
| 15   | 1927       | 灯台へ                             | ヴァージニア・ウルフ                 |
| 16   | 1925       | アメリカの悲劇                     | セオドア・ドライサー                 |
| 17   | 1940       | 心は孤独な狩人                     | カーソン・マッカラーズ               |
| 18   | 1969       | スローターハウス5                  | カート・ヴォネガット・ジュニア       |
| 19   | 1952       | 見えない人間                       | ラルフ・エリソン                     |
| 20   | 1940       | アメリカの息子                     | リチャード・ライト                   |
| 21   | 1959       | 雨の王ヘンダソン                   | ソール・ベロー                       |
| 22   | 1934       | サマーラの町で会おう               | ジョン・オハラ                       |
| 23   | 1932～1935 | U.S.A.（三部作）                   | ジョン・ドス・パソス                 |
| 24   | 1919       | ワインズバーグ・オハイオ           | シャーウッド・アンダーソン           |
| 25   | 1924       | インドへの道                       | E・M・フォースター                   |
| 26   | 1902       | 鳩の翼                             | ヘンリー・ジェイムズ                 |
| 27   | 1903       | 大使たち                           | ヘンリー・ジェイムズ                 |
| 28   | 1934       | 夜はやさし                         | F・スコット・フィッツジェラルド      |
| 29   | 1932～1935 | 若いロニガン（三部作）             | ジェイムズ・Ｔ・ファレル             |
| 30   | 1915       | よき兵士                           | フォード・マドックス・フォード       |
| 31   | 1945       | 動物農場                           | ジョージ・オーウェル                 |
| 32   | 1904       | 黄金の盃                           | ヘンリー・ジェイムズ                 |
| 33   | 1900       | シスター・キャリー                 | セオドア・ドライサー                 |
| 34   | 1934       | 一握の塵                           | イーヴリン・ウォー                   |
| 35   | 1930       | 死の床に横たわりて                 | ウィリアム・フォークナー             |
| 36   | 1946       | すべて王の臣                       | ロバート・ペン・ウォーレン           |
| 37   | 1927       | サン・ルイ・レイの橋               | ソーントン・ワイルダー               |
| 38   | 1910       | ハワーズ・エンド                   | E・M・フォースター                   |
| 39   | 1953       | 山にのぼりて告げよ                 | ジェイムズ・ボールドウィン           |
| 40   | 1948       | 事件の核心                         | グレアム・グリーン                   |
| 41   | 1954       | 蠅の王                             | ウィリアム・ゴールディング           |
| 42   | 1970       | 救い出される                       | ジェイムズ・ディッキー               |
| 43   | 1951～1975 | 時の流れにあわせての舞踏（三部作） | アンソニー・パウエル                 |
| 44   | 1928       | 恋愛対位法                         | オルダス・ハクスリー                 |
| 45   | 1926       | 日はまた昇る                       | アーネスト・ヘミングウェイ           |
| 46   | 1907       | 密偵                               | ジョゼフ・コンラッド                 |
| 47   | 1904       | ノストローモ                       | ジョゼフ・コンラッド                 |
| 48   | 1915       | 虹                                 | デーヴィッド・ハーバート・ローレンス |
| 49   | 1920       | 恋する女たち                       | デーヴィッド・ハーバート・ローレンス |
| 50   | 1934       | 北回帰線                           | ヘンリー・ミラー                     |
| 51   | 1948       | 裸者と死者                         | ノーマン・メイラー                   |
| 52   | 1969       | ポートノイの不満                   | フィリップ・ロス                     |
| 53   | 1962       | 青白い炎                           | ウラジミール・ナボコフ               |
| 54   | 1932       | 八月の光                           | ウィリアム・フォークナー             |
| 55   | 1957       | オン・ザ・ロード                   | ジャック・ケルアック                 |
| 56   | 1930       | マルタの鷹                         | ダシール・ハメット                   |
| 57   | 1924～28   | パレードの終わり（四部作）         | フォード・マドックス・フォード       |
| 58   | 1920       | 無垢の時代                         | イーディス・ウォートン               |
| 59   | 1911       | ズレイカ・ドブスン                 | マックス・ビアボーム                 |
| 60   | 1961       | 映画狂時代                         | ウォーカー・パーシー                 |
| 61   | 1927       | 大司教に死来る                     | ウィラ・キャザー                     |
| 62   | 1951       | 地上より永遠に                     | ジェームズ・ジョーンズ               |
| 63   | 1957       | ワップショット家の人びと           | ジョン・チーヴァー                   |
| 64   | 1951       | ライ麦畑でつかまえて               | J・D・サリンジャー                   |
| 65   | 1962       | 時計じかけのオレンジ               | アンソニー・バージェス               |
| 66   | 1915       | 人間の絆                           | サマセット・モーム                   |
| 67   | 1902       | 闇の奥                             | ジョゼフ・コンラッド                 |
| 68   | 1920       | 本町通り                           | シンクレア・ルイス                   |
| 69   | 1905       | 歓楽の家                           | イーディス・ウォートン               |
| 70   | 1957～1960 | アレクサンドリア四重奏（四部作）   | ロレンス・ダレル                     |
| 71   | 1929       | ジャマイカの烈風                   | リチャード・ヒューズ                 |
| 72   | 1961       | ビスワス氏の家                     | V・S・ナイポール                     |
| 73   | 1939       | いなごの日                         | ナサニエル・ウェスト                 |
| 74   | 1929       | 武器よさらば                       | アーネスト・ヘミングウェイ           |
| 75   | 1938       | スクープ                           | イーヴリン・ウォー                   |
| 76   | 1961       | ブロディ先生の青春                 | ミュリエル・スパーク                 |
| 77   | 1939       | フィネガンズ・ウェイク             | ジェイムズ・ジョイス                 |
| 78   | 1901       | 少年キム                           | ラドヤード・キップリング             |
| 79   | 1908       | 眺めのいい部屋                     | E・M・フォースター                   |
| 80   | 1945       | ブライヅヘッドふたたび             | イーヴリン・ウォー                   |
| 81   | 1953       | オーギー・マーチの冒険             | ソール・ベロー                       |
| 82   | 1971       | 静止の角度                         | ウォーレス・E. ステグナー            |
| 83   | 1979       | 暗い河                             | V・S・ナイポール                     |
| 84   | 1938       | 心の死                             | エリザベス・ボウエン                 |
| 85   | 1900       | ロード・ジム                       | ジョゼフ・コンラッド                 |
| 86   | 1975       | ラグタイム                         | E・L・ドクトロウ                     |
| 87   | 1908       | 二人の女の物語                     | アーノルド・ベネット                 |
| 88   | 1903       | 野性の呼び声                       | ジャック・ロンドン                   |
| 89   | 1945       | 愛すること                         | ヘンリー・グリーン                   |
| 90   | 1981       | 真夜中の子供たち                   | サルマン・ラシュディ                 |
| 91   | 1932       | タバコ・ロード                     | アースキン・コールドウェル           |
| 92   | 1983       | 黄昏に燃えて                       | ウィリアム・ケネディ                 |
| 93   | 1965       | 魔術師                             | ジョン・ファウルズ                   |
| 94   | 1966       | サルガッソーの広い海               | ジーン・リース                       |
| 95   | 1954       | 網のなか                           | アイリス・マードック                 |
| 96   | 1979       | ソフィーの選択                     | ウィリアム・スタイロン               |
| 97   | 1949       | 極地の空                           | ポール・ボウルズ                     |
| 98   | 1934       | 郵便配達は二度ベルを鳴らす         | ジェームズ・M・ケイン                |
| 99   | 1955       | 赤毛の男                           | J・P・ドンレヴィー                   |
| 100  | 1918       | 偉大なるアンバーソン家の人々       | ブース・ターキントン                 |